# Jenin
Jenin (àrab: جنين, Jinīn o Janīn; hebreu: ג'נין‎) és una ciutat de Palestina, la tercera en importància de Cisjordània. És capital de la governació de Jenin i un centre agrícola destacat. La població el 2007 era de 39.004 habitants sense comptar els del camp de refugiats de Jenin que eren 10.371. El seu nom històric fou "Ein-Ganim" o "Tel Jenin"; el nom àrab deriva del nom antic hebreu. Una colònia jueva anomenada Ganim, establerta durant l'ocupació de Cisjordània, fou evacuada el 2005 conforme als acord de pau.

## Història
Al proper turó de Khirbet Belameh, identificat com l'antiga Ibleam, a 1 o 2 km al sud de Jenin, fou el primer lloc ocupat a l'edat del bronze i va romandre fins a l'edat mitjana. A la zona s'ha trobat terracota fenícia del segle viii.
Al segle xiii el sultà Qalàwun la va establir com a base militar dels mamelucs. Sota domini otomà fou part del sandjak de Ladjdjun format el 1559 amb capital a la ciutat de Ladjdjun i governat per la família beduïna dels Turabay. Al segle xviii la ciutat de Jenin fou designada capital en el lloc de Ladjdjun; el sanjak incloïa aleshores Ladjdjun, Adjlun i Djabal Nablús. Els otomans hi van tenir poca autoritat i dificultats per recaptar taxes. Al segle xix Adjlun en fou separat i el sandjak rebatejat amb el nom de Jenin. Al segle xix la família més notable de la ciutat eren els Djarrar; Tawfiq Djarrar va portar el títol de "el fill del gran" (salil al-akabir) a Haifa, en reconeixement de l'estatus de la família i els seus esforços empresarials a la ciutat de Haifa.
El 1936 fou centre de la revolta àrab palestina que va durar fins al 1939. Izz ad-Din al-Kassam va morir en un enfrontament amb la policia colonial a la propera localitat de Ya'bad. Jenin fou quarter general de Fawzi al-Qawuqji, cap de l'Exèrcit Àrab d'Alliberament. El 24 d'agost de 1938 el subcomissionat britànic del districte fou assassinat a Jenin i el dia 25 d'agost els britànics van entrar a la ciutat amb explosius i en van destruir una quarta part, deixant però sortir a la població.
El 1948 la ciutat fou defensada per l'exèrcit iraquià i capturada breument per les forces israelianes de la Brigada Carmeli durant la lluita de 10 dies que va seguir la cancel·lació de l'alto el foc, però quan van arribar reforços els israelians es van retirar. Al cementiri de la ciutat hi ha una part dedicada als caiguts iraquians i palestins en defensa de Jenin. El 1953 es va fundar el camp de refugiats de Jenin amb la població expulsada dels seus pobles natius que havien passat a ser territori israelià.
La ciutat va estar sota control de Jordània del 1948 al 1967 quan fou ocupada pels israelians a la guerra dels Sis Dies. D'acord amb la pau d'Oslo de 1996 la ciutat fou entregada a l'Autoritat Nacional Palestina. Durant la segona Intifada els israelians van assaltar el camp de refugiats a la cerca de la infraestructura militar de la resistència (abril de 2002), i al cap de 18 dies es van retirar; el mateix va passar a cinc altres ciutats palestines al mateix temps; van morir a la lluita casa per casa, 53 palestins i 23 israelians; el nombre de baixes civils palestines fou elevat. El camp va quedar destruït. Durant els anys següents els habitants foren subjectes a restriccions, tocs de queda i altres limitacions, amb especial duresa, ja que molts dels suïcides que s'immolaven a Israel venien del camp o de la ciutat de Jenin.

## Demografia
| Any  | Població Jenin Regió |
| ---- | -------------------- |
| 1596 | 7,000                |
| 1838 | 10,000-16,000        |
| 1882 | 15,000               |
| 1897 | 35,000               |
| 1906 | 44,000               |
| 1914 | 50,000               |
| 1922 | 77,426               |
| 1945 | 120,250              |
| 1982 | 190,272              |
| 1997 | 230,113              |
| 2007 | 256,619              |

## Administració local
La municipalitat es va crear sota domini otomà el 1886 i les eleccions foren cada quatre anys fins al 1982; llavors els israelians van agafar el control de la municipalitat fins al 1995.

## Llista d'alcaldes[1]
- Andulmajeed Mansour
- Abdulrahman Al-Haj Hassan
- Ragheb Al-Souki
- Al-Haj Hassan Fazaa'
- Tawfeek Mansour
- Bshara Atallah
- Hussein al-Abboushi
- Aref Abdulrahman
- Fahmi al-Abboushi
- Tahseen Abdulhadi
- Abdulraheem Jarrar
- Saleh Arif Azzouqa
- Hussni Al-Souki
- Ahmed Kamal Al-saa'di
- Ahmed Shawki Al-Mahmoud
- Shehab Al-Sanouri
- Abdullah Lahlouh
- Waleed Abu Mwais (designat)

Les darreres eleccions es van fer el 15 de desembre de 2005 i Hamas va obtenir sis escons, i la coalició de Fatah i el Front Popular per l'Alliberament de Palestina en va aconseguir altres sis. Hamas va augmentar considerablement els seus vots.